# Rheumaptera apograpta
Rheumaptera apograpta är en fjärilsart som beskrevs av Alexander Michailovitsch Djakonov 1926. Rheumaptera apograpta ingår i släktet Rheumaptera och familjen mätare. Inga underarter finns listade.